# Mémoires de la Société linnéenne du Calvados
Mémoires de la Société linnéenne du Calvados (abreviado Mém. Soc. Linn. Calvados) fue una revista ilustrada con descripciones botánicas que fue editada en Francia. Se publicó en los años 1824-1825. Fue  reemplazada por Mémoires de la Société Linnéenne de Normandie